# Andre Jones Jr.
Gerald Jones Jr., detto Andre (Varnado, 25 ottobre 1998), è un giocatore di football americano statunitense che milita nel ruolo di defensive end per i Washington Commanders della National Football League (NFL).

## Carriera

### Washington Commanders
Al college Jones giocò a football all'Università della Louisiana a Lafayette. Fu scelto nel corso del settimo giro (233º assoluto) del Draft NFL 2023 dai Washington Commanders. Debuttò come professionista subentrando nella gara del primo turno contro gli Arizona Cardinals. La sua prima stagione si chiuse con 4 tackle e 3 passaggi deviati in 14 presenze, di cui 2 come titolare.